# Fernand Toupin
Pour les articles homonymes, voir Toupin.
Fernand Toupin, né à Montréal le 12 novembre 1930 et mort à Terrebonne le 5 octobre 2009, est un artiste-peintre québécois du groupe des Plasticiens. 

## Biographie
Fernand Toupin nait à Montréal le 12 novembre 1930. Il commence sa formation artistique par des cours de dessin au Collège Mont-Saint-Louis à Montréal. En 1949, il étudie à l’École des beaux-arts de Montréal. De 1949 à 1953, il travaille dans l’atelier de Stanley Cosgrove tout en étudiant la peinture avec Jean-Paul Jérôme. La carrière artistique de Toupin prend son envol en 1954. Avec Louis Belzile, Jean-Paul Jérôme et Rodolphe de Repentigny (Jauran), il lance à Montréal, le 15 février 1955 le Manifeste des plasticiens. Les Plasticiens s'opposent à l'art spontané et expressif des Automatistes en prônant un art inspiré par Mondrian et participent à l'émergence d'un nouveau mouvement pictural au Québec : l'abstraction géométrique. Le tableau est dorénavant considéré comme un objet bidimensionnel qui rejette tout effet de profondeur sur la toile. La révolution de Toupin dans ce mouvement est la forme irrégulière de ses tableaux. 
En 1959, l'artiste s'engage sur un nouveau chemin. Tout en gardant un intérêt sur l'abstraction, il décide d'explorer la texture avec une matière plus présente sur la toile. Ses pigments se mélangent à de la poussière de marbre. Toupin cherche à exprimer le paysage québécois,. 
Toupin est directeur des expositions pour l’Association des artistes non-figuratifs de Montréal, de 1963 à 1974. En 1977, il est élu membre de l’Académie royale des arts du Canada. La même année, il créera une œuvre murale intitulée Hochelaga pour la Salle Wilfrid-Pelletier de la Place des Arts.
En 1992, Fernand Toupin produit une série de petits tableaux qui viennent matérialiser sa théorie. Les Écorces sous la neige sont de très petites œuvres composées de matières dans lesquelles le peintre incorpore des morceaux d’écorces à d'autres éléments naturels,,.
À partir de 1993 et jusqu'à son dernier tableau peint en 2001, il revisite l'abstraction géométrique.
Fernand Toupin meurt le 5 octobre 2009 à l'âge de 78 ans.

## Citation
« J’aime bien qu’on sente le bouillonnement des choses en train de se faire. Le soulèvement de la vague. La fraîcheur de la neige. L’omniprésence des minéraux ».

## Œuvres
- Aire avec blanc différentiel, 1956, huile sur masonite, collé sur masonite, 108 x 140.6 x 2.2 cm, Musée des beaux-arts du Canada, Ottawa[11].
- Dialogue, 1957, huile sur panneau de fibre de bois, 76,2 x 60,9 cm, Musée national des beaux-arts du Québec, Québec[2].
- Circuit bleu et rouge, 1958, huile sur toile, 91.3 x 76.1 cm, Musée des beaux-arts du Canada, Ottawa[12].
- Rencontre, 1959, huile sur panneau de fibre de bois, 38,2 x 30,7 cm, Musée national des beaux-arts du Québec, Québec[3].
- Chant d'automne, 1963, huile sur toile, 100 x 100 cm, Musée national des beaux-arts du Québec, Québec[4].
- Saguenay, 1976, huile sur toile, 130,3 x 162,2 cm, Musée national des beaux-arts du Québec, Québec[5].

## Honneurs
- Académie royale des arts du Canada, 1977.

## Expositions

### Expositions personnelles
- 1959  Galerie Denyse Delrue, Montréal
- 1962  Galerie Agnès Lefort, Montréal
- 1965  Galerie Camille Hébert, Montréal
- 1967  15 ans de peinture, rétrospective, Musée d'art contemporain de Montréal
- 1970  Galerie Arnaud, Paris
- 1970  Galerie Gilles Corbeil, Montréal
- 1972  Galerie Arnaud, Paris
- 1972  Rétrospective, Centre culturel canadien, Paris
- 1974  Galerie Bernard Desroches, Montréal
- 1974  Suite d'automne, Musée d'art contemporain, Montréal
- 1976  Galerie Arnaud, Paris
- 1976  Galerie Bernard Desroches, Montréal
- 1976  Stade olympique, Montréal
- 1977  Place des arts, Montréal
- 1977  Les jeunesses musicales du Canada, Mont-Orford
- 1979  Galerie Frédéric Palardy, Saint-Lambert
- 1979  Claude Gadoury Art moderne, Montréal
- 1980  Galerie Gilles Corbeil, Montréal
- 1980  Galerie Dominion-Corinth, Ottawa
- 1981  Rétrospective, Collège André-Grasset, Montréal
- 1982  Galerie Lacerte Guimont, Sillery
- 1983  Galerie Frédéric Palardy, Saint-Lambert
- 1984  Galerie Présence, Montréal
- 1985  La Galerie, Montréal
- 1986  Galerie Frédéric Palardy, Saint-Lambert
- 1986  Rétrospective, Musée d'art de Joliette
- 1988  Galerie Bernard Desroches, Montréal
- 1990  Galerie Bernard Desroches, Montréal
- 1995  Riverin-Arlogos art contemporain, Eastman
- 2001  Galerie Bernard, Montréal
- 2003  Rétrospective, Musée du Bas-Saint-Laurent, Rivière-du-Loup
- 2004  Rétrospective, Galerie Montcalm, Gatineau
- 2005  Galerie Bernard, Montréal
- 2005  Rétrospective, Galerie Renée-Blain, Brossard
- 2006  Rétrospective, Musée régional de la Côte Nord, Sept-Iles
- 2007  Rétrospective, Acadia University Art Gallery, Wolfsville, Nouvelle-Écosse
- 2008  Rétrospective, Galerie Colline, Edmundston, Nouveau Brunswick
- 2009  Galerie Bernard, Montréal
- 2009  Rétrospective, Maison de la culture Villeray, Montréal
- 2010  Rétrospective d'œuvres miniatures (1968-1992), Galerie Bernard, Montréal
- 2011  Rétrospective (1952-2001), Galerie Lamoureux Ritzenhoff, Montréal
- 2013  Inédits, Galerie Bernard, Montréal
- 2015  Œuvres inédites sur papier de 1979, Galerie Bernard, Montréal

### Expositions collectives (sélection)
- 1954  Petit salon d'été, Librairie-galerie Tranquille, Montréal
- 1955  Les Plasticiens, L'Échourie, Montréal[13]
- 1956  Toupin et Belzile, Musée des beaux-arts de Montréal, Galerie XII
- 1956  Jeune sculpture, Ile Sainte-Hélène, Montréal
- 1956  Duo exhibition, échange d'expositions Canada/États-Unis, Parma Gallery, New York
- 1958  Salon de la jeune peinture, École des beaux-arts de Montréal (lauréat du premier prix)
- 1959  Art abstrait, École des beaux-arts de Montréal
- 1962  Festival des deux mondes, Spoleto, Italie
- 1966  Art canadien, exposition itinérante de la collection Sayde et Samuel Bronfman à travers le Canada
- 1970  Pavillon du Québec, Exposition universelle d'Osaka, Japon
- 1972  IVe festival international de peinture, Cagnes-sur-Mer, France (lauréat du prix national pour le Canada)
- 1973  Galerie Raymonde Cazenave, Paris
- 1975  Canadian canvas, exposition itinérante de tableaux grands formats dans neuf musées canadiens
- 1976  Randall Galleries, New York
- 1977  Jauran et les premiers plasticiens, Musée d'art contemporain de Montréal
- 1980  Art Expo, International Art Exposition, New York Coliseum, New York
- 1980  Dix ans de propositions géométriques, Musée d'art contemporain de Montréal
- 1980  Randall Galleries, New York
- 1984  Arte Universal A Través De Los Tiempos, Museo del Palacio de Bellas Artes, Mexico
- 1987  Accents de la collection Lavalin, Galerie Lavalin, Montréal
- 1991  Musée central de Tokyo, Japon
- 1992  Les Plasticiens, Musée des beaux-arts du Canada / Musée national des beaux-arts du Québec / Winnipeg Art Gallery
- 2005  Les Plasticiens, Galerie Simon Blais, Montréal
- 2005  Les Plasticiens, Musée des beaux-arts de Sherbrooke
- 2008  Cape Breton University Art Gallery, Sydney, Nouvelle-Écosse
- 2011  Quiet Mutinies: Art in Québec in the 1950s, The Triangle Gallery of Visual Arts, Calgary, Alberta
- 2012  La question de l'abstraction, Musée d'art contemporain de Montréal[14],[15]
- 2013  Les plasticiens et les années 1950-1960, Musée national des beaux-arts du Québec[16]
- 2013  The Plasticiens and Beyond: Montreal 1955-1970, Varley Art Gallery, Markham, Ontario
- 2014  Mid-Century Modern, Museum London, London, Ontario
- 2014  Dialogues formels, Musée d'art contemporain de Baie-Saint-Paul, Québec
- 2015  Dialogues de l'œil, Regards sur la collection permanente de la Ville de Gatineau
- 2016  Abstracta Delecta: The Quebec Painters, Winchester Galleries, Victoria, Colombie-Britannique
- 2017  Montréal d'hier à aujourd'hui, Galerie Michel-Ange, Montréal
- 2019  Couleurs Manifestes, Musée des Beaux-arts de Sherbrooke
- 2022  Territoires insoupçonnés, Galerie Bernard, Montréal

### Divers (sélection)
- 1970-72  Création de tapisseries, ateliers Pierre Daquin, Paris
- 1971  Germinal, murale pour le Musée d'art contemporain de Montréal
- 1974  Création d'un décor aux Grands Ballets Canadiens pour Au-delà du temps/Time out of mind
- 1975  Errances, album de sept sérigraphies sur des poèmes de Fernand Ouellette et reliure de Daniel Benoît[17]
- 1977  Création d'un décor aux Grands Ballets Canadiens pour La Scouine
- 1977  Hochelaga, murale pour la salle Wilfrid-Pelletier de la Place des Arts à Montréal
- 1978  "Prochain épisode", livre d'art comprenant 14 sérigraphies et une gravure sur le roman d'Hubert Aquin
- 2005  Participation au documentaire L'intuition intuitionnée d'André Desrochers sur les premiers Plasticiens

## Musées et collections publiques
- Musée des beaux-arts du Canada, Ottawa[18]
- Musée national des beaux-arts du Québec, Québec[19]
- Musée des beaux-arts de Montréal
- Musée d'art contemporain de Montréal
- Musée des beaux-arts de Sherbrooke
- Musée d'art de Joliette
- Musée Laurier
- Musée du Bas-Saint-Laurent, Rivière-du-Loup
- Place des Arts, Montréal
- Université de Montréal
- Ville de Montréal (arrondissement Saint-Laurent)
- Ville de Brossard
- Ville de Gatineau
- Sélection Reader's Digest
- Loto-Québec
- Banque Nationale du Canada
- University of Lethbridge, Alberta
- Simon Fraser University, Vancouver, Colombie-Britannique
- University of Saskatchewan, Saskatoon
- Cape Breton University, Sydney, Nouvelle-Écosse
- Art Gallery of Nova Scotia, Halifax
- Art Gallery of Ontario, Toronto
- Art Gallery of Windsor, Windsor, Ontario
- Museum London, London, Ontario
- Statische Kunstgalerie, Bochum, Allemagne
- Centre national d'art contemporain, Paris

## Film
Le cinéaste André Desrochers, dans son film L'Intuition intuitionnée, réalisé en 2005 à l'occasion du 50e anniversaire du Manifeste des plasticiens, laisse la parole aux quatre artistes qui ont fondé le mouvement.